# 馬家堡車両基地
馬家堡車両基地(ばかほうしゃりょうきち、マージアバオしゃりょうきち)は、中華人民共和国北京市豊台区南四環内側に位置する北京地下鉄の車両基地。面積は28ヘクタール。4号線車両(SFM05型)が所属している。公益西橋駅の先に出入庫線がある。2009年9月28日に営業を開始した。